# 徐垣
徐垣，浙江分水人，清朝官员。監生出身。

## 生平
1741年（乾隆六年）上任台灣竹塹巡檢，為第四任竹塹巡檢，奉旨接替胡卓。